# إدوارد بيرد
إدوارد بيرد (بالإنجليزية: Edward Beard)‏ هو سياسي أمريكي، ولد في 20 يناير 1940 في الولايات المتحدة. حزبياً، نشط في الحزب الديمقراطي. وقد انتخب عضو مجلس النواب الأمريكي.